# De Notenkraker en de Vier Koninkrijken
De Notenkraker en de Vier Koninkrijken (Engels: The Nutcracker and the Four Realms) is een Amerikaanse fantasyfilm uit 2018, geregisseerd door Lasse Hallström en Joe Johnston. Het is geïnspireerd op het korte verhaal The Nutcracker and the Mouse King van Ernst Theodor Amadeus Hoffmann en De notenkraker (ballet) van Marius Petipa. De film werd geproduceerd door Walt Disney Pictures en ging in première op 29 oktober 2018 in Los Angeles.

## Verhaal
In het Victoriaanse Londen in Engeland, op een kerstavond, geeft de heer Stahlbaum zijn kinderen kerstcadeautjes om de laatste wens van zijn vrouw Marie te vervullen. De jongste zus, Clara, ontvangt een handgemaakte eivormige doos, die ze niet kan ontgrendelen. In het pakket ontdekt ze een briefje van haar moeder waarin staat dat de binnenkant van het ei alles is wat ze ooit nodig zou hebben. De familie Stahlbaum gaat vervolgens naar een kerstavondbal, georganiseerd door de kinderpeter en bekwame ingenieur Drosselmeyer. Clara weigert met haar vader te dansen en snelt uit de menigte om Drosselmeyer te vragen haar ei te ontgrendelen. Hij onthult vervolgens aan Clara dat het ei een schepping van hem was, dat hij begiftigd had aan Clara's moeder toen ze jonger was, en dat haar moeder de wens had het geschenk aan haar dochter te schenken.
Clara keert terug naar de balzaal en scheldt haar vader uit omdat ze hem ongehoorzaam is en niet met hem danst. Ze noemt hem zelfverzekerd en geobsedeerd door het imago van zijn familie sinds het overlijden van haar moeder, waarna Drosselmeyer aankondigt dat het tijd is voor de kinderen om hun geschenken te ontvangen. Clara vindt haar touwtje met haar naam erop, wat haar geschenk betekent, en volgt het in een woud in een parallelle wereld waar ze de sleutel ziet. Voordat ze het kan grijpen, grijpt een muis het weg. Niet in staat om de muis te bereiken, die een bevroren meer oversteekt, nadert Clara Captain Philip Hoffman. Hij leidt haar over de brug naar het Vierde Rijk, maar ze kunnen de sleutel van de muizen niet krijgen. Kapitein Philip leidt vervolgens Clara naar het paleis, waar ze drie regenten van elk land ontmoet. Ze vertellen Clara dat ze in oorlog zijn met het Land van Amusements die ze nu 'het Vierde Rijk' noemen.
Kijkend naar een ballet dat het verhaal vertelt van de schepping van hun wereld, legt de Sugar Plum Fairy, regent van het Land of Sweets, Clara uit dat haar moeder deze wereld heeft geschapen als een jong meisje. Later legt ze uit dat Marie iedereen animeert met een machine die speelgoed tot echte mensen kan maken. Sugar Plum zegt dat ze deze machine kan gebruiken om de andere drie rijken te verdedigen tegen Moeder Ginger, de Regent van het Vierde Rijk, maar het heeft een sleutel nodig. Clara merkt op dat het sleutelgat van de machine overeenkomt met dat op haar ei. Clara en haar soldaten gaan naar Mother Ginger en stelen de sleutel die de muis had weggerukt. Clara is echter teleurgesteld als ze ontdekt dat het ei slechts een muziekdoos is.
Zodra Sugar Plum de sleutel verkrijgt, gebruikt ze de machine om speelgoedsoldaatjes te veranderen in levensgrote soldaten die haar gehoorzamen aan elke opdracht, inclusief haar opdracht om het Vierde Rijk aan te vallen. Ze onthult dat de machine de mensen van deze wereld ook weer in speelgoed kan veranderen, en is dat van plan met de andere regenten, onthullend dat ze had gelogen over Moeder Ginger die, met haar mensen, zich alleen verzette tegen het plan van Sugar Plum. Clara biedt weerstand en daarop neemt Sugar Plum  Clara, Captain Philip, Shiver en Hawthorne gevangen.
Wanneer Clara haar eivormige muziekdoos weer opent, ontdekt ze dat de bovenkant omhoog klapt om een spiegel te onthullen, wat illustreert dat alles wat ze nodig had, zichzelf was. Zij en de andere gevangenen ontsnappen en Clara en kapitein Philip worden vervolgens begroet door een van de muizen van Moeder Ginger, die Clara een andere manier van de machinekamer laat zien. De muis begeleidt kapitein Philip naar Mother Ginger om haar te helpen om Clara Sugar Plum ten val te brengen. Clara komt de machinekamer binnen en sluit de machine af terwijl ze soldaten bevecht. Moeder Ginger komt haar te hulp en helpt haar om de soldaten te bevechten. Sugar Plum valt uiteindelijk Mother Ginger aan en probeert haar met de machine terug te veranderen in een speeltje. Clara sleutelt echter aan de machine, zodat deze op Sugar Plum is gericht. De machine zapt en verandert haar terug in een porseleinen pop als straf voor hoogverraad aan de rijken, wat moeder Ginger redt.
Dankbaar voor het herstel van de vrede tussen de rijken, belooft Clara in de toekomst de koninkrijken te bezoeken.  Ze keert terug naar Londen, waar de tijd nauwelijks is verstreken sinds ze vertrok. Ze benadert haar vader, verontschuldigt zich voor haar eerdere gedrag en vraagt hem om te dansen. Hij accepteert het en Clara opent haar muziekdoos. Clara's vader wordt emotioneel en onthult dat het lied van de muziekdoos het eerste lied was waar hij en Clara's moeder ooit op hadden gedanst. De twee blijven dan de hele nacht dansen.

## Rolverdeling
- Mackenzie Foy als Clara Stahlbaum, een jong meisje dat de Vier Rijken binnen reist, op zoek naar een sleutel van een geschenk van haar overleden moeder Marie.
- Jayden Fowora-Knight als Captain Philip Hoffman, een notenkraker die Clara op haar reis helpt.
- Keira Knightley als The Sugar Plum Fairy, de regent van het Land of Sweets.
- Helen Mirren als Moeder Ginger, regent van het Land van Amusements, ook bekend als Het Vierde Rijk.
- Morgan Freeman als Drosselmeyer, Clara's peetvader, die haar een magisch geschenk geeft dat ooit toebehoorde aan haar moeder.
- Misty Copeland als The Ballerina Princess, een begaafd danser in de mysterieuze Four Realms.
- Eugenio Derbez als Hawthorne, regent van het bloemenland.
- Richard E. Grant als Shiver, regent van het Land van Sneeuwvlokken.
- Matthew Macfadyen als Benjamin Stahlbaum, de vader van Clara, een weduwnaar na de dood van zijn vrouw Marie.
- Sergei Polunin als The Sweets Cavalier, een danseres, die samen met de Ballerina Princess optreedt.
- Anna Madeley als Marie Stahlbaum, Clara's moeder die als kind de Vier Rijken creëerde en regeerde.
- Ellie Bamber als Louise Stahlbaum, Clara's oudere zus.
- Tom Sweet als Fritz Stahlbaum, Clara's jongere broer.
- Jack Whitehall als Harlequin, een bewaker bij The Palace of the Four Realms.
- Omid Djalili als Cavalier, een andere bewaker bij The Palace of the Four Realms, en het cohort van Harlequin.
- Meera Syal als The Stahlbaum's Cook, een personeelslid in het huishouden van Stahlbaum.
- Charles "Lil Buck" Riley als The Mouse King, heerser van het legioen muizen. Riley zorgde ook voor de choreografie en motion capture-prestaties voor het personage.

Hoewel het oorspronkelijk werd aangekondigd dat Miranda Hart in de rol van The Dew Drop Fairy was uitgebracht, verscheen ze niet in de laatste versie van de theatrale release voor de film. Gustavo Dudamel heeft een korte cameo. Hij dirigeert een orkest in een shot gemodelleerd naar Bachs Toccata en Fuga in d-moll uit de film Fantasia.

## Muziek
De filmmuziek werd gecomponeerd door James Newton Howard met daarin deels aangepaste muziek van De notenkraker uit 1892 van Pjotr Iljitsj Tsjaikovski. De muziek werd uitgevoerd door het Philharmonia Orchestra onder leiding van Gustavo Dudamel en met Lang Lang als solopianist.

## Productie
Op 4 maart 2016 werd het project voor het eerst aangekondigd. Daarin stond dat Walt Disney Pictures bezig was  De notenkraker en de vier rijken  te ontwikkelen, met Lasse Hallström te regisseren, waarbij het model van klassieke sprookjes ontwikkelen. Het project is gebaseerd op  De notenkraker en de muishoofd  door E. TA Hoffmann, met Ashleigh Powell aan boord om het script te schrijven.